# تاکشی کاتو (بازیگر)
تاکِشی کاتو (به ژاپنی: 加藤 武 Katō Takeshi) ( ۲۴ مهٔ ۱۹۲۹ – ۳۱ ژوئیهٔ ۲۰۱۵) هنرپیشه اهل ژاپن بود. او در بیش از یک صد فیلم ظاهر شد.
از فیلم‌هایی که وی در آن نقش داشته است، می‌توان به شاهزاده خانمی از ماه، بهشت و دوزخ، بوشیدو، حماسه سامورایی، آدم بد راحت می‌خوابد، خوک‌ها و کشتی جنگی، شمشیر دیو، شهر کارخانه ذوب فلز و مادر اشاره کرد.